# 约瑟夫·库兹明
约瑟夫·约瑟福维奇·库兹明（俄语：Ио́сиф Ио́сифович Кузьми́н，1910年5月19日—1996年1月12日）是苏联政治人物，1957年至1958年担任苏联部长会议第一副主席，1957年至1959年担任蘇聯國家計劃委員會主席。